# 見せかけの日々
『見せかけの日々』（原題: The Act、ジ・アクト）は、2019年に放送されたアメリカ合衆国のクライムドラマシリーズ。実在の事件を扱うアンソロジーシリーズで、ディーディー・ブランチャード殺害事件を描く。アメリカでは2019年にHuluオリジナル作品として配信された。日本ではHuluから配信されず、2020年4月にSTARZPLAYから『見せかけの日々』のタイトルで配信された。
作品は高く評価され、 第71回プライムタイム・エミー賞で主演女優賞にジョーイ・キングがノミネート、助演女優賞をパトリシア・アークエットが受賞した。

## あらすじ
白血病、喘息 、筋ジストロフィーなどの慢性疾患に苦しみ、早産によって受けた脳損傷のために「7歳児の知的能力」しかないジプシー・ブランチャード。彼女は近隣の同情を集め、ボランティア団体から寄付されるなど手厚く扱われていた。しかし彼女の生活は母ディーディー・ブランチャードが作り上げた偽りの姿だった。

## キャスト

### メイン
パトリシア・アークエット
役- ディー ディー・ブランチャード
ジプシーの母親。
ジョーイ・キング
役 - ジプシー・ブランチャード
ディーディーの娘。
アナソフィア・ロブ
役 - レイシー
オリジナルキャラクター。ブランチャード家の向いに住む。メルの娘。
クロエ・セヴィニー
役 - メル
ドラマのオリジナルキャラクター。ブランチャード家の向いに住む。レイシーの母。
ケイラム・ワーシー
役 - ニック
ジプシーのボーイフレンド。

### リカーリング
デニトラ・アイラー
役- Shelly
スティーヴ・コールター
役- Dr. Evan Harley
ホセ・アルフレド
役- Officer Cox
プールナ・ジャガナサン
役- Dr. Lakshmi Chandra

## エピソード
| 通算 話数 | タイトル                                   | 監督                       | 脚本                                    | 公開日        |
| --------- | ------------------------------------------ | -------------------------- | --------------------------------------- | ------------- |
| 1         | "夢のような我が家" "La Maison du Bon Reve" | Laure de Clermont-Tonnerre | Nick Antosca & Michelle Dean            | 2019年3月20日 |
| 2         | "歯" "Teeth"                               | Laure de Clermont-Tonnerre | Dan Dietz                               | 2019年3月20日 |
| 3         | "ふたりのウルヴァリン" "Two Wolverines"    | アダム・アーキン           | Robin Veith                             | 2019年3月27日 |
| 4         | "支配" "Stay Inside"                       | Christina Choe             | Michelle Dean                           | 2019年4月3日  |
| 5         | "プランB" "Plan B"                         | Steven Piet                | Nick Antosca & Lisa Long                | 2019年4月10日 |
| 6         | "新たなる世界" "A Whole New World"         | Laure de Clermont-Tonnerre | Heather Marion                          | 2019年4月17日 |
| 7         | "ボニーとクライド" "Bonnie & Clyde"        | Hannah Fidell              | Dan Dietz & Robin Veith                 | 2019年4月24日 |
| 8         | "自由" "Free"                              | Steven Piet                | Nick Antosca, Michelle Dean & Lisa Long | 2019年5月1日  |

## 製作
2017年7月21日、Huluは本作の企画に着手した。2018年5月18日、Huluが本作のシリーズ製作を決定したことが報じられた。
撮影は2018年10月から2019年2月までジョージア州エフィンガム郡で行われた。

## 評価

### 批評
本作は批評家から高い評価を受けている。批評集積サイトのRotten Tomatoesには34件のレビューがあり、批評家支持率は91%、平均点は10点満点で7.28点となっている。また、Metacriticには16件のレビューがあり、加重平均値は74/100となっている。